# Anodontostoma chacunda
Anodontostoma chacunda (Hamilton, 1822), conosciuta come alosa indopacifica, è un pesce osseo marino e d'acqua dolce e salmastra appartenente alla famiglia Clupeidae.

## Descrizione
L'aspetto generale di questa specie è più massiccio di quello della maggioranza dei clupeidi come la comune sardina, il corpo è alto e la sua altezza cresce con l'aumentare delle dimensioni dell'animale. La bocca è in posizione bassa (infera). Le scaglie presentano un tipico dente all'estremità posteriore. Dietro l'opercolo branchiale c'è una vistosa macchia nera.
Raggiunge la lunghezza massima di 22 cm, la taglia media è sui 14 cm.

## Distribuzione e habitat
Indo-Pacifico tropicale a ovest fino al Golfo Persico e ad est fino all'Australia e la Nuova Caledonia. È una specie pelagica costiera che risale gli estuari fin dove arriva l'influsso della marea.

## Biologia

### Alimentazione
Planctofaga. Cattura, in ordine di importanza, diatomee, radiolari, molluschi, copepodi e altri crostacei.

### Riproduzione
Avviene in autunno-inverno.

## Pesca
Nonostante non esista una pesca mirata a A. chacunda si tratta di una specie importante per la pesca commerciale. Viene commerciata allo stato fresco, congelata, essiccata e salata. Viene utilizzata anche per la produzione di polpette di pesce.